# レコード会社一覧
レコード会社一覧（レコードがいしゃいちらん）は、レコードなどの音楽ソフトを発売するレコード会社・レコードレーベルを、一覧にしたものである。
- 日本において活動しているもの、活動していたものについては、日本のレコード会社一覧も参照のこと。
- その他も含めレコードレーベル、インディーズ#映画・音楽産業におけるインディーズも参照のこと。

## 凡例
原則として、ウィキペディア日本語版 (JAWP) に記事（リダイレクト記事を含む）、ないし、（他の記事に）それに準じるまとまった記述が存在するものを一覧にまとめている。
当面の間は、他言語版に記事が存在する日本のレコード会社、レーベルも取り上げる。その場合は、原則として英字レーベル名からリンクを設ける。
記載は、原則として次の形式によっている。
- 英字レーベル名 - 日本語レーベル名（リンク） - 国名（多国籍企業の場合は発祥地） - その他特記事項
- A&M Records - A&Mレコード -  アメリカ合衆国

日本語版に記事はないが、日本語版の他の記事にまとまった記述が存在するもの
- 英字レーベル名 - 日本語レーベル名 - 国名（多国籍企業の場合は発祥地） - 関連記事へのリンク、その他特記事項
- Century Records - センチュリーレコード -  日本 = ニューセンチュリーレコード の前身

他言語版に記事が存在し、日本語版に記事がない日本のレコード会社、レーベルの場合
- Chichūkai Label - アップフロントワークス#地中海 -  日本 ... 他の記事の一部に関連する記述がある場合
- Nitto Records - ニットーレコード（日東蓄音器） -  日本 ... 該当する記事がない場合

英字レーベル名は、英語版ウィキペディア (ENWP) に記事のあるものは、その項目名による。
日本語レーベル名は、ウィキペディア日本語版の項目名による。

## アルファベット

### A
- A&M Records - A&Mレコード -  アメリカ合衆国
- Aard-Vark - アードバーク (レーベル) -  日本
- ABC Records - ABCレコード -  アメリカ合衆国
- ABKCO Records - アブコ・レコード -  アメリカ合衆国
- Ace Records - エース・レコード (アメリカ合衆国) -  アメリカ合衆国 -  ミシシッピ州
- Ace Records - エース・レコード (イギリス) -  イギリス
- Acid Jazz Records - アシッド・ジャズ・レコーズ -  イギリス
- ACT Music - ACTミュージック -  ドイツ
- AFM Records - AFMレコード -  ドイツ
- Aftermath Entertainment - アフターマス・エンターテインメント -  アメリカ合衆国
- AKS - AKS -  日本
- Aladdin Records - アラディン・レコード -  アメリカ合衆国
- Albany Records - アルバニー・レコード -  アメリカ合衆国
- Alchemy Records (Japan) - アルケミーレコード -  日本
- Alfa Records - アルファレコード -  日本
- Alligator Records - アリゲーター・レコード -  アメリカ合衆国 -  イリノイ州
- All Night Nippon Records - オールナイトニッポンレコード -  日本
- ALL-UP Diva - オールアップディーバ -  日本
- Alucard Music - アルカード・ミュージック -  イングランド
- Amaru Entertainment - アマル・エンターテインメント -  アメリカ合衆国
- Amemura O-town Record - Amemura O-town Record（アメムラ オータウン レコード） -  日本 -  大阪府
- American Redord Company - アメリカン・レコード・カンパニー -  アメリカ合衆国
- Amorfon - Amorfon（アモルフォン） -  日本
- A-Musik - A-Musik（アームジーク） -  ドイツ
- Anchor Records - Anchor Records（アンカーレコーズ） -  日本：日音が所有する音楽レーベル
- Angel Air Records - エンジェル・エアー・レコード -  イギリス
- Aniplex - アニプレックス -  日本
- Anthem Records - アンセム・レコード -  カナダ
- ANTI- - アンタイ・レコード -  アメリカ合衆国
- Aozora Records - 青空レコード -  日本
- Applause Records - APPLAUSE RECORDS（アプローズレコード） -  日本
- Apple Corps - アップル・コア -  イギリス
- Apple Records - アップル・レコード -  イギリス
- Ara - アラ (レコード会社) -  ブルガリア - АРА АУДИО-ВИДЕО
- Arhoolie Records - アーフーリー・レコード -  アメリカ合衆国
- Ariola Japan - アリオラジャパン -  日本：ソニー・ミュージックレーベルズ傘下
- Ariola Records - アリオラ・レコード -  ドイツ
- Arista Records - アリスタ・レコード -  アメリカ合衆国
- Artery Recordings - アーテリー・レコーディングス -  アメリカ合衆国
- Artistry Music - アーティストリー・ミュージック -  アメリカ合衆国
- Art Pop Entertainment - ART POP ENTERTAINMENT -  日本
- Arts & Crafts - アーツ&クラフツ -  カナダ
- Art Stone Records International - Art Stone Records International -  日本
- Art Union - アートユニオン -  日本
- Asahi Sonorama - 朝日ソノラマ -  日本
- Asgard, Japan - アスガルド (企業) -  日本
- A-Sketch - A-Sketch -  日本
- Asylum Records - アサイラム・レコード -  アメリカ合衆国
- Atco Records - アトコ・レコード -  アメリカ合衆国
- Atlantic Records - アトランティック・レコード -  アメリカ合衆国
- ATO Records - ATOレコード -  アメリカ合衆国
- Avalon Label - アヴァロン・レーベル -  日本
- Avant Records - アヴァン・レコード -  日本
- Avantgarde Music - アヴァンギャルド・ミュージック -  イタリア
- avex-CLASSICS - avex-CLASSICS（エイベックス・クラシックス） -  日本
- avex entertainment - avex entertainment（エイベックス・エンタテインメント） -  日本
- avex club - avex club（エイベックス・クラブ） -  日本 - 通販専門
- avex globe - avex globe（エイベックス・グローブ） -  日本 - globe 専属
- Avex Group - エイベックス -  日本 - 企業グループ
- avex ideak - avex ideak（エイベックス イデアック） -  日本
- avex io - avex io（エイベックス・イオ） -  日本
- avex mode - avex mode（エイベックス モード） -  日本
- Avex Trax - avex trax（エイベックス・トラックス） -  日本
- avex tune - avex tune（エイベックス・チューン） -  日本
- Axiom - アクシアム (レコードレーベル) -  アメリカ合衆国
- Ayers - エアーズ (音楽出版会社) -  日本

### B
- Bad Boy Records - バッド・ボーイ・レコード -  アメリカ合衆国
- Barclay Records (Disques Barclay) - バークレー・レコード -  フランス
- Bandai Music Entertainment - バンダイ・ミュージックエンタテインメント -  日本
- Bearsville Records - ベアズヴィル・レコード -  アメリカ合衆国
- beatnation - beatnationレーベル -  日本
- Beatniks Inc. - ビートニクス (企業) -  日本
- Because Music - ビコーズ・ミュージック -  フランス
- Bee Factory, Inc. - ビー・ファクトリー -  日本
- Beggars Banquet Records - ベガーズ・バンケット・レコード -  イギリス
- Beggars Group - ベガーズ・グループ -  イギリス
- Bella Union - ベラ・ユニオン -  イギリス
- Bellaphon Records - ベラフォン・レコード -  ドイツ
- Bellwood Records - ベルウッド・レコード -  日本
- BERG Label - BERG レーベル（バーグ・レーベル） -  日本
- Berliner Gramophone - ベルリーナ・グラモフォン -  アメリカ合衆国
- Bertelsmann Music Group - BMG -  アメリカ合衆国
- b-fairy records - b-fairy records（ビーフェアリー・レコード） -  日本
- BGO Records - BGOレコード -  イギリス
- B-Gram Records - B-Gram RECORDS（ビーグラムレコーズ） -  日本
- Big Tree Record - BIG TREE RECORD -  日本 -  神奈川
- binyl records - binyl records（ヴァイナル レコーズ） -  日本
- Biosphere Records - BIOSPHERE RECORDS（バイオスフィア・レコード） -  日本
- BIS Records - BISレコード -  スウェーデン
- Black Ark - ブラック・アーク -  ジャマイカ
- BlackButterfly - BlackButterfly（ブラックバタフライ） -  日本 - ドラマCD専門
- Black Mark Production - ブラック・マーク・プロダクション -  スウェーデン
- Black Top Records - ブラックトップ・レコード -  アメリカ合衆国 -  ルイジアナ州
- Blanco y Negro Records - ブランコ・イ・ネグロ・レコード -  イギリス
- Blind Pig Records - ブラインド・ピッグ・レコード -  アメリカ合衆国
- blowgrow - blowgrow（ブロウグロウ） -  日本
- Blow Wind Records - ブロー・ウィンド・レコード -  日本
- Blue Note Records - ブルーノート・レコード -  アメリカ合衆国
- Blue Sky Records - ブルー・スカイ・レコード -  アメリカ合衆国
- Blue Thumb Records - ブルー・サム・レコード -  アメリカ合衆国
- Bluebird Records - ブルーバード・レコード -  アメリカ合衆国
- BMG Japan - BMG JAPAN -  日本
- Border Community - ボーダー・コミュニティー -  イギリス
- bouncy records - bouncy records（バウンシー・レコーズ） -  日本
- BPitch Control - ビーピッチコントロール -  ドイツ
- BPM - BPM (レーベル) -  日本
- Brainfeeder - ブレインフィーダー -  イギリス
- breaktown Label - breaktown LABEL -  日本 - 菓子との同梱販売のみ
- Bridge 9 Records - ブリッジ・ナイン・レコード -  アメリカ合衆国
- Brushfire Records - ブラッシュファイアー・レコーズ -  アメリカ合衆国 -  ハワイ州
- Buddah Record - ブッダ・レコード -  アメリカ合衆国
- Burning Shed - バーニング・シェッド -  イギリス
- Buzzword Records - Buzzword Records（バズワードレコーズ） -  日本
- BYG Records - BYGレコード -  フランス

### C
- Cadence Records - ケイデンス・レコード -  アメリカ合衆国
- Campus Records - キャンパスレコード -  日本 -  沖縄県
- Candid Records - キャンディド・レコード -  アメリカ合衆国
- Candlelight Records - キャンドルライト・レコード -  イギリス -  イングランド
- Capitol Music - Capitol Music（キャピトル ミュージック） -  日本
- Capitol Records - キャピトル・レコード -  アメリカ合衆国
- Captain Trip Records - キャプテン・トリップ・レコーズ -  日本
- Captured Tracks - キャプチャード・トラックス -  アメリカ合衆国
- Carl Lindström Company - カール・リンドストレーム社 -  ドイツ
- Carpark Records - カーパーク・レコーズ -  アメリカ合衆国
- Casablanca Records - カサブランカ・レコード -  アメリカ合衆国
- Cash Money Records - キャッシュ・マネー・レコード -  アメリカ合衆国
- Cat Records - キャット・レコード -  アメリカ合衆国 -  ニューヨーク州
- CBS Records - CBSレコード -  アメリカ合衆国
- Century Media Records - センチュリー・メディア・レコード -  ドイツ
- Century Records - センチュリーレコード -  日本 = ニューセンチュリーレコード の前身
- Chambers Records - チェンバースレコーズ -  日本
- Chandos Records - シャンドス -  イギリス
- Charisma Records - カリスマ・レコード -  イギリス
- Charly Records - チャーリー・レコード -  イギリス
- Chart Records - チャート・レコード -  アメリカ合衆国  テネシー州
- Checker Records - チェッカー・レコード -  アメリカ合衆国  イリノイ州
- Chemikal Underground - ケミカル・アンダーグラウンド -  イギリス -  スコットランド
- Cherry Red Records - チェリー・レッド・レコード -  イギリス
- Chess Records - チェス・レコード -  アメリカ合衆国
- Chichūkai Label - アップフロントワークス#地中海 -  日本
- Chikyu Records - 地球レコード -  日本
- Chiswick Records - チジック・レコード -  イギリス
- Chrysalis Records - クリサリス・レコード -  イギリス
- City Records - シティ・レコーズ -  セルビア - Сити рекордс
- City Slang - シティ・スラング -  ドイツ
- Cobblestone Records - コブルストーン・レコード -  アメリカ合衆国
- Cobra Records - コブラ・レコード -  アメリカ合衆国  イリノイ州
- Cold Chillin' Records - コールド・チリン・レコード -  アメリカ合衆国
- Colosseum Records - コロセウム・レコーズ -  ドイツ
- Columbia Records - コロムビア・レコード -  アメリカ合衆国
- Commodore Records - コモドア・レコード -  アメリカ合衆国
- Concord Jazz - コンコード・ジャズ -  アメリカ合衆国
- Concord Records - コンコード・レコード -  アメリカ合衆国 -  カリフォルニア州
- Contemode - contemode -  日本
- Contemporary Records - コンテンポラリー・レコード -  アメリカ合衆国 -  カリフォルニア州
- Cooking Vinyl - クッキング・ヴァイナル -  イギリス
- Coral Records - コーラル・レコード -  アメリカ合衆国 -  ニューヨーク州
- Cotillion Records - コティリオン・レコード -  アメリカ合衆国 -  ニューヨーク州
- Creation Records - クリエイション・レコーズ -  イギリス
- Croatia Records - クロアチア・レコーズ -  クロアチア
- Crosstown Rebels - クロスタウン・レベルズ -  イギリス
- Crue-L Records - Crue-L Records（クルーエル・レコーズ） -  日本
- CTI Records - CTIレコード -  アメリカ合衆国
- cubic music - CUBIC MUSIC（キュービック・ミュージック） -  日本
- Cuneiform Records - キュニフォーム・レコード -  アメリカ合衆国
- cutting edge - cutting edge（カッティング・エッジ） -  日本
- Cyclone Empire - サイクロン・エンパイア -  ドイツ

### D
- Daiei Records - 大映レコード -  日本
- Daipro-X - DAIPRO-X（ダイプロ・エックス） -  日本
- Daisy Music - Daisy Music（デイジー ミュージック） -  日本
- Daizawa Records - DAIZAWA RECORDS -  日本
- Da.Me.Records - Da.Me.Records（ダメレコーズ） -  日本
- Danger Crue Records - デンジャークルー・レコード -  日本
- Dawn Records - ドーン・レコード -  イギリス
- Day Track - DAY TRACK -  日本
- D-Block Records - D-ブロック -  アメリカ合衆国
- Dead Oceans - デッド・オーシャンズ -  アメリカ合衆国
- Dears - DEARS（ディアーズ） -  日本 - 朗読CD等専門
- Death Row Records - デス・ロウ・レコード -  アメリカ合衆国 -  カリフォルニア州
- Deathlike Silence Productions - デスライク・サイレンス・プロダクション -  ノルウェー
- Debut Records - デビュー・レコード -  アメリカ合衆国
- Decaydance Records - ディケイダンス・レコード -  アメリカ合衆国
- Decca Records - デッカ・レコード -  イギリス アメリカ合衆国
- Def Jam Recordings - デフ・ジャム・レコーディングス -  アメリカ合衆国
- Def Jam Recordings, Japan - Def Jam Recordings (日本) -  日本
- DefStar Records - デフスターレコーズ -  日本：ソニー・ミュージックレーベルズ傘下
- Delicious Label - Delicious Label（デリシャスレーベル） -  日本
- Delmark Records - デルマーク・レコード -  アメリカ合衆国
- Delta Groove Productions - デルタ・グルーヴ・プロダクションズ -  アメリカ合衆国 -  カリフォルニア州
- Denon - デノン#DENONレーベル -  日本
- Deram Records - デラム・レコード -  イギリス
- Deutsche Grammophon - ドイツ・グラモフォン -  ドイツ
- DFA Records - DFAレコーズ -  アメリカ合衆国 -  ニューヨーク州
- D-Force - D-FORCE（ディーフォース） -  日本
- Dischord Records - ディスコード・レコード -  アメリカ合衆国 -  ワシントンD.C.
- Discovery Records - ディスカバリー・レコード -  アメリカ合衆国 -  カリフォルニア州
- Disturbing tha Peace - ディスタービング・ダ・ピース -  アメリカ合衆国 -  ジョージア州
- DIW Records - DIW -  日本
- Dog Ear Records - DOG EAR RECORDS（ドッグイヤー・レコーズ） -  日本
- Domino Records - ドミノ・レコーズ -  イギリス
- Domo Records - ドーモレコード -  アメリカ合衆国 -  カリフォルニア州
- Drag City - ドラッグ・シティ -  アメリカ合衆国
- Dragonfly Records - ドラゴンフライ・レコーズ -  イギリス
- Drakkar Entertainment - ドラッカー・エンターテインメント -  ドイツ
- Dreamusic Inc. - ドリーミュージック -  日本
- D-topia Entertainment - D-topia Entertainment（デートピアエンターテインメント） -  日本
- Duke Records - デューク・レコード -  アメリカ合衆国 -  テネシー州
- DVS Records - DVSレコード -  オランダ
- Dwango Music entertainment, Inc. - ドワンゴ・ミュージックエンタテインメント -  日本

### E
- Eagle Records - イーグル・レコード -  イギリス
- Earache Records - イヤーエイク・レコード -  イギリス
- East Wind - イースト・ウィンド -  日本
- East Works Entertainment inc - イーストワークスエンターテインメント -  日本
- ECM Records - ECMレコード -  ドイツ
- EXIT TUNES - エグジットチューンズ -  日本
- Ed Banger Records - エド・バンガー・レコード -  フランス
- E.G. Records - EGレコード -  イギリス
- EGREM - エグレム -  キューバ
- ELEC Records (1969) - エレックレコード（オリジナル） -  日本
- ELEC Records (2004) - エレックレコード（新生） -  日本
- Electrecord - エレクトレコード -  ルーマニア
- Electrola - エレクトローラ -  ドイツ
- Elektra Records - エレクトラ・レコード -  アメリカ合衆国
- Elevation Records - エレヴェイション・レコーズ -  イギリス
- EmArcy Records - エマーシー・レコード -  イギリス
- EMI - EMI -  イギリス
- EMI Christian Music Group - EMIクリスチャン・ミュージック・グループ -  アメリカ合衆国 -  テネシー州
- EMI Music Japan - EMIミュージック・ジャパン -  日本
- Emperor Entertainment Group - エンペラー・エンターテインメント・グループ -  香港 - 英皇集團
- Endorphin - エンドルフィン (レコードレーベル) -  日本
- Epic Records - エピック・レコード -  アメリカ合衆国
- Epic/Sony Records, EPIC Records Japan Inc - エピックレコードジャパン -  日本：ソニー・ミュージックレーベルズ傘下
- Epitaph Records - エピタフ・レコード -  アメリカ合衆国 -  カリフォルニア州
- Equal Vision Records - イコール・ヴィジョン・レコード -  アメリカ合衆国
- Erato Records - エラート -  フランス
- Escalator Records - エスカレーターレコーズ -  日本
- Esoteric Recordings - エソテリック・レコーディングス -  イギリス
- ESP-Disk - ESPディスク・レコード -  アメリカ合衆国
- e-Sum Records - E-SUM RECORDS（イーサム・レコード） -  日本 - 音楽配信専門
- Evol Records - EVOL RECORDS -  日本
- Excello Records - エクセロ・レコード -  アメリカ合衆国 -  テネシー州
- Exellex - エクセレックス -  日本
- Extasy Records - エクスタシーレコード -  日本

### F
- Factory Noise&AG - Factory Noise&AG（ファクトリー・ノイズアンドエージー） -  日本
- factoryorumok - factoryorumok（ファクトリーオルモック） -  日本
- Factory Records - ファクトリー・レコード -  イギリス
- Falcom Label - ファルコムレーベル -  日本
- Fania Records - ファニア・レコード -  アメリカ合衆国
- Fantasy Records - ファンタジー・レコード -  アメリカ合衆国 -  カリフォルニア州
- Far Eastern Tribe Records - Far Eastern Tribe Records（ファー・イースタン・トライブ・レコーズ） -  日本
- FARM Records - FARM RECORDS（ファーム・レコーズ） -  日本
- Fat Cat Records - ファットキャット・レコーズ -  イギリス
- Fat Possum Records - ファット・ポッサム・レコーズ -  アメリカ合衆国
- FAX +49-69/450464 - FAX+49-69/450464 -  ドイツ
- Fearless Records - フィアレス・レコード -  アメリカ合衆国 -  カリフォルニア州
- Fearless Records (Japan) - フィアレスレコーズ -  日本
- Feria Music - フェリア・ミュージック -  チリ
- File Records - ファイルレコード -  日本
- Firewall Div. - FIREWALL DIV. -  日本
- Fitzbeat - FITZBEAT（フィッツビート） -  日本
- F.I.X Records - フィックスレコード -  日本 -  大阪府
- Flight Master - フライトマスター -  日本
- Flower records - Flower records -  日本
- FlyingDog - フライングドッグ -  日本
- Flying Dutchman Records - フライング・ダッチマン・レコード -  アメリカ合衆国
- FlyingStar Records - FlyingStar Records（フライングスター レコーズ） -  日本
- Flyrec - フライレック -  日本
- Fool's Gold Records - フールズ・ゴールド・レコーズ -  アメリカ合衆国
- Foozay Music - Foozay Music（フゼイ ミュージック） -  日本
- Forestnauts Records - FORESTNAUTS RECORDS（フォレストノーツ・レコーズ） -  日本 -  宮城県
- For Life Music - フォーライフミュージックエンタテイメント -  日本
- For Life Records - フォーライフ・レコード -  日本
- Fountain music - Fountain music -  日本
- Foxtrot - FOXTROT (レーベル) -  日本
- Fraternity Records - フラタニティ・レコード -  アメリカ合衆国 -  オハイオ州
- Freedom Records - フリーダム・レコード -  アメリカ合衆国
- Free-Will - フリーウィル -  日本
- Frenchkiss Records - フレンチキス・レコーズ -  アメリカ合衆国
- Frogman Records - フロッグマンレコーズ -  日本
- Frontier Records - フロンティア・レコード -  アメリカ合衆国
- Frontier Works - フロンティアワークス -  日本
- Frontiers Records - フロンティアーズ・レコード -  イタリア
- FTZ records - エフティーゼットレコーズ -  日本
- fuck the police records - fuck the police records（ファックザポリスレコード） -  日本
- Fueled by Ramen - フュエルド・バイ・ラーメン -  アメリカ合衆国

### G
- Galaxy Records - ギャラクシー・レコード -  アメリカ合衆国
- Garuru Records - GARURU RECORDS（ガルル・レコード） -  日本
- Geffen Records - ゲフィン・レコード -  アメリカ合衆国
- Geneon Universal Entertainment - ジェネオン・ユニバーサル・エンターテイメントジャパン -  日本
- Georide - GEORIDE（ジオライド） -  日本
- Get Physical Music - ゲット・フィジカル・ミュージック -  ドイツ
- Ghostly International - ゴーストリー・インターナショナル -  アメリカ合衆国
- Girls' Records - ガールズレコード -  日本
- Giza Studio - GIZA studio -  日本
- Goldband Records - ゴールバンド・レコード -  アメリカ合衆国 -  ルイジアナ州
- GOOD Music、Get Out Our Dreams Music - グッド・ミュージック -  アメリカ合衆国
- Good Time Jazz Records - グッド・タイム・レコード -  アメリカ合衆国
- Gotee Records - ゴーテー・レコード -  アメリカ合衆国
- Gradation - GRADATION（グラデーション） -  日本
- Gramavision Records - グラマヴィジョン・レコード -  アメリカ合衆国
- Grand Production - グランド・プロダクション -  セルビア - Гранд продукција
- Green Linnet Records - グリーン・リネット -  アメリカ合衆国 - ケルト音楽専門
- Groove Merchant - グルーヴ・マーチャント -  アメリカ合衆国
- Growing Up - グローイングアップ (企業) -  日本
- GRP Records - GRPレコード -  アメリカ合衆国
- GUN Records - GUN レコード （ガン・レコード） -  ドイツ

### H
- hachama - アップフロントワークス#hachama -  日本
- Halloween Town International - Halloween Town International, LLC.（ハロウィンタウン・インターナショナル）-  日本
- Hammerheart Records - ハンマーハート・レコード -  オランダ
- Hannibal Recordss - ハンニバル・レコード -  イギリス
- Hanover Records - ハノーヴァー・レコード -  アメリカ合衆国 -  ニューヨーク州 → シグネチャー・レコード
- Hanover-Signature Records - ハノーヴァー＝シグネチャー・レコード -  アメリカ合衆国 -  ニューヨーク州 → シグネチャー・レコード
- Harmonia Mundi - ハルモニア・ムンディ -  フランス
- Harmony Records - ハーモニー・レコード -  アメリカ合衆国
- Harthouse - ハートハウス -  ドイツ
- Harvest Records - ハーヴェスト・レコード -  イギリス
- Haunted Records - HAUNTED RECORDS（ホーンテッドレコーズ） -  日本
- Heads Up International - ヘッズ・アップ・インターナショナル -  アメリカ合衆国 -  オハイオ州
- Hellcat Records - ヘルキャット・レコード -  アメリカ合衆国 -  カリフォルニア州
- Hep Records - ヘップ・レコード -  スコットランド
- Hidden Beach Recordings - ヒドゥン・ビーチ・レコーディングス -  アメリカ合衆国 -  カリフォルニア州
- Higher Octave - ハイアー・オクターヴ -  アメリカ合衆国
- Highline Records - ハイラインレコーズ -  日本
- HighNote Records - ハイノート・レコード -  アメリカ合衆国
- High Wave - ハイ・ウェーブ -  日本 -  沖縄県
- HIM International Music - 華研国際音楽 -  中華民国
- Hi Records - ハイ・レコード -  アメリカ合衆国 -  テネシー州
- Hudson Music Entertainment - ハドソン・ミュージックエンタテインメント -  日本
- Hummingbird - ハミングバード -  日本
- HOBiRECORDS - HOBiRECORDS（ホビレコード） -  日本
- Holliday Records - Holliday Records（ホリディ・レコード） -  日本
- Hollywood Records - ハリウッド・レコード -  アメリカ合衆国
- Hopeless Records - ホープレス・レコード -  アメリカ合衆国 -  カリフォルニア州
- Hostess Entertainment Unlimited - ホステス・エンタテインメント -  日本
- House Of Strings - House Of Strings（ハウス・オブ・ストリングス） -  日本
- Honeybee - Honeybee（ハニービー） -  日本 - 声優の語りなどのCD専門
- HOWLING BULL Entertainment - ハウリング・ブル・エンターテイメント -  日本
- Hux Records - ハックス・レコード -  イギリス
- Hyperdub - ハイパーダブ -  イギリス
- Hyperion Records - ハイペリオン・レコード -  イギリス

### I
- Ice Records - アイス・レコード -  バルバドス
- iLLCHiLL - iLLCHiLL（イルチル） -  日本
- Immediate Records - イミディエイト・レコード -  イギリス
- Imperial Records - インペリアル・レコード (米国) -  アメリカ合衆国 -  カリフォルニア州
- Imperial Records, Japan - インペリアルレコード (日本) -  日本
- Improvising Artists - インプロヴァイジング・アーティスツ -  アメリカ合衆国
- Impulse! Records - インパルス!レコード -  アメリカ合衆国
- Indie Recordings - インディー・レコーディングス -  ノルウェー
- Industrial Strength Records - インダストリアル・ストレングス -  アメリカ合衆国
- Inner City Records - インナー・シティ・レコード -  アメリカ合衆国
- Inside Out Music - インサイド・アウト・ミュージック -  ドイツ
- Instant Records - インスタント・レコード -  アメリカ合衆国 -  ルイジアナ州
- Intec Records - インテック・レコーズ -  イギリス
- Interscope Records - インタースコープ・レコード -  アメリカ合衆国
- Invitation - Invitation (レーベル) -  日本
- Ipecac Recordings - イピキャック・レコーディングス -  アメリカ合衆国
- Island Def Jam Music Group - アイランド・デフ・ジャム・ミュージック・グループ -  アメリカ合衆国
- Island Records - アイランド・レコード -  ジャマイカ

### J
- JAD Records - JADレコード -  アメリカ合衆国 -  ニューヨーク州ニューヨーク
- Jagjaguwar - ジャグジャグウォー -  アメリカ合衆国
- Jam Cracker Records - ジャムクラッカーレコード  日本 - 所ジョージのプライベートレーベル
- Jazzland Records - ジャズランド・レコード -  アメリカ合衆国
- Jewel Records - ジュウェル・レコード -  アメリカ合衆国 -  ルイジアナ州シュリーヴポート
- Jin Records - ジン・レコード -  アメリカ合衆国 -  ルイジアナ州ヴィルプラット
- Jive Records - ジャイヴ・レコード -  イギリス
- J-more - J-more（ジェイ・モア） -  日本
- JMT Records - JMTレコード -  ドイツ
- Johnny's Entertainment Inc. - ジャニーズ・エンタテイメント -  日本
- JP Music - JP MUSIC（ジェーピーミュージック） -  日本
- JSP Records - JSPレコード -  イギリス
- Jugoton - ユーゴトン -  ユーゴスラビア - Југотон
- Jullie Label - JULIE LABEL（ジュリー・レーベル） -  日本 - 沢田研二の個人レーベル
- JYP Entertainment - JYPエンターテインメント -  韓国 - JYP 엔터테인먼트

### K
- KakaoM - KakaoM -  韓国
- Kakubarhythm - カクバリズム -  日本
- Kama Sutra Records - カーマ・スートラ・レコード -  アメリカ合衆国
- Kazemachi Records - 風待レコード -  日本
- Key Sounds Label - Key Sounds Label（キー・サウンズ・レーベル） -  日本
- Ki/oon Records - キューンレコード -  日本：ソニー・ミュージックレーベルズ傘下
- King Records (Japan) - キングレコード -  日本
- King Records (U.S.) - キング・レコード (米国) -  アメリカ合衆国
- Kirakikra Record - キラキラレコード -  日本
- Kisspoint Records - Kisspoint Records（キスポイントレコーズ） -  日本：日音が所有する音楽レーベル
- Kitsuné - キツネ -  フランス
- Kizuna Japan - KIZUNA JAPAN（キズナジャパン） -  日本
- k label - くレーベル -  日本
- Knife Edge - Knife Edge（ナイフ・エッジ） -  日本
- KNS Entertainment - KNSエンタテインメント -  日本
- Koedama - 声魂 -  日本 - ドラマCD専門
- Kompakt - コンパクト (レコードレーベル) -  ドイツ
- Konami Label - コナミレーベル -  日本
- Konichiwa Record - コニチワ・レコード -  スウェーデン
- Kreis - Kreis -  日本
- Kubitsuri-Tapes International - KUBITSURI-TAPES INTERNATIONAL -  日本
- Kyoto Records - 京都レコード -  日本

### L
- Lantis (company) - ランティス -  日本
- Lapland - ラップランド_(芸能事務所)#LAPLAND -  日本 -  宮城県
- LD&K Records - LD&K Records（エル・ディー・アンド・ケイ・レコード） -  日本
- Legacy Recordings - レガシー・レコーディングス -  アメリカ合衆国
- Les Disques du Crépuscule - クレプスキュール -  ベルギー
- Lifeforce Records - ライフフォース・レコード -  ドイツ
- Listenable Records - リスナブル・レコード -  フランス
- Live Love (Japan) - リブラブ -  日本
- London Records (Japan) - ロンドンレコード -  日本
- Loopa - ルーパ -  日本
- Love Life Records - LOVE LIFE RECORDS -  日本 - hitomi専用
- Lucky Records, Tokyo - ラッキーレコード (日本) -  日本
- Luxi Records - Luxi Records（ルーシー・レコード） -  タイ

### M
- Mack Avenue Records - マック・アヴェニュー・レコード -  アメリカ合衆国
- Mad Decent - マッド・ディセント -  アメリカ合衆国
- Magna Carta Records - マグナ・カルタ・レコード -  アメリカ合衆国
- Manticore Records - マンティコア・レコード -  イギリス
- Mantra Recordings - マントラ・レコーディングス -  イギリス
- Mapleshade Records - メイプルシェイド・レコード -  アメリカ合衆国
- Marine Entertainment Inc. - マリン・エンタテインメント -  日本
- Marvelous - マーベラス -  日本
- Massacre Records - マサカー・レコード -  ドイツ
- Matador Records - マタドール・レコード -  アメリカ合衆国
- Matina - Matina（マティーナ） -  日本
- MCA Records - MCAレコード -  アメリカ合衆国
- Media Factory - メディアファクトリー -  日本
- Media Remoras - メディア・レモラス -  日本
- Megaforce Records - メガフォース・レコード -  アメリカ合衆国
- Melodic Revolution Records - メロディック・レヴォリューション・レコード  アメリカ合衆国
- Melodiya - メロディア -  ロシア -  ソビエト連邦
- Melody Star Records - MELODY STAR RECORDS（メロディー スター レコーズ） -  日本
- Memphis Industries - メンフィス・インダストリーズ -  イギリス
- Menart Records - メナルト・レコーズ -  スロベニア クロアチア
- Merck Records - メアク・レコーズ -  アメリカ合衆国
- Mercury Records - マーキュリー・レコード -  アメリカ合衆国
- Merge Records - マージ・レコード -  アメリカ合衆国 -  ノースカロライナ州
- Metal Blade Records - メタル・ブレイド・レコーズ -  アメリカ合衆国 -  カリフォルニア州
- Metal Mind Productions - メタル・マインド・プロダクションズ -  ポーランド
- Metroplex (record label) - メトロプレックス -  アメリカ合衆国
- Metropolis Records - メトロポリス・レコード -  アメリカ合衆国
- Mexican Summer - メキシカン・サマー -  アメリカ合衆国
- MGM Records - MGMレコード -  アメリカ合衆国
- MIDI,Inc. - ミディ -  日本
- Milestone Records - マイルストーン・レコード -  アメリカ合衆国
- Mille Plateaux - ミル・プラトー -  ドイツ
- Ministry of Sound - ミニストリー・オブ・サウンド -  イギリス
- Minit Records - ミニット・レコード -  アメリカ合衆国 -  ルイジアナ州
- Minus, M_nus - マイナス (レコードレーベル) -  アメリカ合衆国
- Missitsu Neurosis - 密室ノイローゼ -  日本
- Mob Squad - MOB SQUAD -  日本
- Modern Records - モダン・レコード -  アメリカ合衆国 -  カリフォルニア州
- Mokum Records - モクム・レコード -  オランダ
- Moon Rocords - MOON RECORDS（ムーン・レコード） -  日本
- MoonJune Records - ムーンジューン・レコード -  アメリカ合衆国
- Morr Music - モール・ミュージック -  ドイツ
- Moshi Moshi Records - モシモシ・レコーズ -  イギリス
- MotherEaeth - マザーアース (楽譜出版社) -  日本
- Motown - モータウン -  アメリカ合衆国
- Muse Records - ミューズ・レコード -  アメリカ合衆国
- Music for Nations - ミュージック・フォー・ネイションズ -  イギリス
- Music Icon Record Limited - ミュージック・アイコン・レコード -  香港 - 紅音樂唱片
- Music Plus - ミュージック・プラス -  香港 - 音樂家唱片
- MusicScape Ltd. - ミュージックスケイプ -  日本
- Mute Rocords - ミュート・レコード -  イギリス
- Muture Communications inc. - ミューチャー・コミュニケーションズ -  日本
- Musea - ムゼア -  フランス
- MyCal Hummingbird Co.,Ltd. - マイカルハミングバード -  日本

### N
- N2O Records - N2O Records -  アメリカ合衆国
- Nagomu Records - ナゴムレコード -  日本
- Naïve Records - ナイーブ (レコードレーベル) -  フランス
- Napalm Records - ナパーム・レコード -  オーストリア
- Narada Productions - ナラダ・プロダクション -  アメリカ合衆国
- NAV Records Co., Ltd. - NAVレコード（エヌエーブイレコード） -  日本
- Marine Entertainment Inc. - マリン・エンタテインメント -  日本 - ドラマCD
- Naxos Records - ナクソス (レコードレーベル) -  香港
- NEC Avenue Ltd. - NECアベニュー -  日本
- NEMS Enterprises (label) - NEMS エンタープライズ -  アルゼンチン
- Neo Ouija - ネオ・ウィージャ -  イギリス
- Neoplex - ネオプレックス -  日本
- NeOSITE - NeOSITE（ネオサイト） -  日本
- New Century Records - ニューセンチュリーレコード  -  日本
- NEWS Records - NEWSレコード -  日本
- Nichion - 日音 -  日本：音楽レーベル（Anchor Records、Kisspoint Records）を所有する音楽出版社
- Niagara Label - ナイアガラ・レーベル -  日本
- Ningen Daigaku Records - 人間大學レコード -  日本
- Ninja Tune - ニンジャ・チューン -  イギリス
- Nippon Columbia - 日本コロムビア -  日本
- Nippon Crown - 日本クラウン -  日本
- Nitelist Music - NITELIST MUSIC（ナイトリスト・ミュージック） -  日本
- Nitto Records - ニットーレコード（日東蓄音器） -  日本
- No Colours Records - ノー・カラーズ・レコード -  ドイツ
- No Doubt Tracks - ノーダウトトラックス -  日本 -  宮城県
- Noise McCARTNEY Records - NOISE McCARTNEY RECORDS -  日本
- Noise Records - ノイズ・レコード -  ドイツ
- Nola Records - ノーラ・レコード -  アメリカ合衆国 -  ルイジアナ州
- Nonesuch Records - ノンサッチ・レコード -  アメリカ合衆国
- Non-Standard - ノン・スタンダード -  日本
- Northern Music - NORTHERN MUSIC -  日本
- Nothing Records - ナッシング・レコード -  アメリカ合衆国
- Now-Again Records - Now-Again Records -  アメリカ合衆国
- Nozawa Kobo - 澤野工房 -  日本 -  大阪府
- NTT Publishing - エヌ・ティ・ティ出版 -  日本 - ファイナルファンタジーシリーズ関係のCD
- Nuclear Blast - ニュークリア・ブラスト -  ドイツ
- Nuclear War Now! Productions - Nuclear War Now! Productions -  アメリカ合衆国

### O
- Obscure Plasma Records - オブスキュア・プラズマ・レコード -  イタリア
- Obscure Records - オブスキュア・レコード -  イギリス
- Octavia Records Inc. - オクタヴィアレコード -  日本
- Odeon Records - オデオンレコード -  ドイツ イギリス
- OgreOgress productions - オーガーオーグレス・プロダクション -  アメリカ合衆国 -  ミシガン州
- Ogun Records - オガン・レコード -  イギリス
- Ohr - オール -  ドイツ
- Okeh Record - オーケーレコード  -  日本統治下朝鮮/ 大韓民国
- Okeh Records - オーケー・レコード  -  アメリカ合衆国
- One-Coin records - One-Coin records（ワンコイン レコーズ） -  日本
- One Dollar Production Limited - ワンドル・プロダクション -  香港 - 一文元制作室有限公司
- One Way Records - ワン・ウェイ・レコード -  アメリカ合衆国
- On The Run - オンザラン -  日本
- On-U Sound Records - On-Uサウンド -  イギリス
- Oorong Records - OORONG RECORDS（ウーロン レコーズ） -  日本
- op.disc - オプ・ディスク -  日本
- Original Jazz Classics - オリジナル・ジャズ・クラシックス -  アメリカ合衆国
- Orumok Records - ORUMOK RECORDS（オルモックレコーズ） -  日本
- Osmose Productions - オスモス・プロダクション -  フランス

### P
- Pablo Records - パブロ・レコード -  アメリカ合衆国
- Pacific Jazz Records - パシフィック・ジャズ・レコード -  アメリカ合衆国 -  カリフォルニア州
- Pacific Moon Records - パシフィックムーン・レコード -  日本
- Palmetto Records - パルメット・レコード -  アメリカ合衆国
- PANAM - PANAM (レコードレーベル)（パナム） -  日本
- Panart - パナルト -  キューバ
- Parlophone - パーロフォン -  ドイツ  イギリス
- Parrot Records - パロット・レコード -  アメリカ合衆国
- Pass Records - パス・レコード -  日本
- Paula Records - ポーラ・レコード -  アメリカ合衆国 ジュウェル・レコードを参照のこと
- Paw Tracks - ポウ・トラックス -  アメリカ合衆国
- Payner - パイネル -  ブルガリア - Пайнер
- Peacock Records - ピーコック・レコード -  アメリカ合衆国 -  ルイジアナ州
- PCI Music - PCI MUSIC（ピーシーアイミュージック） -  日本
- Peaceville Records - ピースヴィル・レコード -  イギリス -  イングランド
- Peak Records - ピーク・レコード -  アメリカ合衆国
- People Mountain People Sea - 人山人海音楽製作公司 -  香港
- PGP-RTB - PGP-RTB -  ユーゴスラビア - ПГП РТБ
- PGP-RTS - PGP-RTS -  セルビア - ПГП РТС
- Philips Records - フィリップス・レコード -  オランダ
- Pikachu Records - ピカチュウレコード -  日本
- Pilz - ピルツ -  ドイツ
- Pioneer Japan Records - パイオニア・ジャパン・レコード -  日本
- Pizza of Death Records - PIZZA OF DEATH RECORDS（ピザ・オブ・デス・レコーズ） -  日本
- Planet Core Productions - プラネットコア・プロダクション -  ドイツ
- Platinum Records - プラチナム・レコード -  日本
- Playwright - Playwright -  日本
- Pointblank Records - ポイントブランク・レコード -  イギリス
- Polydor Records - ポリドール・レコード -  イギリス
- Polydor Records, Japan - 日本ポリドール -  日本
- PolyGram - ポリグラム -  ドイツ  オランダ
- Polystar - ポリスター -  日本
- Polyvinyl Record Co. - ポリバイナル・レコーズ -  アメリカ合衆国
- Pony Canyon - ポニーキャニオン -  日本
- ¡Por Supuesto! Records - ポルスプエスト・レコード -  日本
- Powerpop Records.com - パワーポップレコーズ・コム -  日本
- Prelude Records - Preludeレコード -  アメリカ合衆国
- Prestige Records - プレスティッジ・レコード -  アメリカ合衆国
- PROGRESSIVE FOrM - プログレッシブ・フォーム -  日本
- ProgRock Records - プログロック・レコード -  アメリカ合衆国
- P.S.F. Records - PSFレコード -  日本
- Pulverised Records - パルヴァライズド・レコード -  シンガポール
- Pure:infinity - Pure:infinity（ピュア インフィニティ） -  日本
- P-Vine Records - Pヴァイン#沿革（Pヴァイン・レコード） -  日本

### Q
- Qwest Records - クウェスト・レコード -  アメリカ合衆国

### R
- Raifuku - 来福 -  日本 - 落語専門
- R&S Records - R&Sレコーズ -  ベルギー
- RCA Records - RCAレコード -  アメリカ合衆国
- Recommended Records - レコメンデッド・レコード -  イギリス
- RecRec Music - RecRecミュージック -  スイス
- Red Girl Records - レッド・ガール・レコード -  イギリス
- Red Records - レッド・レコード -  イタリア
- Regain Records - リゲイン・レコード -  スウェーデン
- Relapse Records - リラプス・レコード -  アメリカ合衆国 -  ペンシルベニア州
- Rendezvous Entertainment - ランデヴー・エンタテインメント -  アメリカ合衆国 -  カリフォルニア州
- Repertoire Records - レパートリー・レコード -  ドイツ
- Rephlex Records - リフレックス・レコーズ -  イギリス
- Reprise Records - リプリーズ・レコード -  アメリカ合衆国
- Reservoir Records - RESERVOIR RECORDS（レザボア レコーズ） -  日本
- Revelation Records - レヴェレーション・レコード -  アメリカ合衆国
- Rhythm Zone - rhythm zone（リズムゾーン） -  日本
- Rise Records - ライズ・レコード -  アメリカ合衆国
- Rising High Records - ライジング・ハイ -  イギリス
- Rising Records - RISING RECORDS（ライジング・レコーズ） -  日本
- Riverside Records - リバーサイド・レコード -  アメリカ合衆国
- Riv.Star Records - リバスター音産 -  日本
- Rhino Entertainment - ライノ・エンタテインメント -  アメリカ合衆国
- Rhythmedia Tribe - Rhythmedia Tribe（リズメディア トライブ） -  日本
- Roadrunner Records - ロードランナー・レコード -  アメリカ合衆国
- Roc-A-Fella Records - ロッカフェラ・レコード -  アメリカ合衆国
- Rock Records - ロックレコード -  中華民国 - 滾石唱片
- The Rocket Record Company - ロケット・レコード -  イギリス アメリカ合衆国
- Rojam Entertainment - Rojam Entertainment（ロジャム エンタテインメント） -  日本
- Rolling Stones Records - ローリング・ストーンズ・レコード -  アメリカ合衆国
- ROMZ Records - ロムズ・レコーズ -  日本
- Rondo Robe - RONDO ROBE（ロンドローブ） -  日本
- Ronn Records - ロン・レコード -  アメリカ合衆国 ジュウェル・レコードを参照のこと
- Roost Records - ルースト・レコード -  アメリカ合衆国
- Rotterdam Records - ロッテルダムレコード -  オランダ
- Rough Trade Records - ラフ・トレード・レコード -  イギリス
- Rounder Records - ラウンダー・レコード -  アメリカ合衆国
- Ruff Ryders Entertainment - ラフ・ライダーズ -  アメリカ合衆国
- Rune Grammofon - リューネ・グラモフォン -  ノルウェー

### S
- Saag Records - サアグ・レコーズ -  日本
- Sacred Bones Records - セイクリッド・ボーンズ・レコーズ -  アメリカ合衆国
- Saddle Creek Records - サドル・クリーク・レコーズ -  アメリカ合衆国
- Sanctuary Records Group - サンクチュアリ・レコード -  イギリス
- Saravah - サラヴァ -  フランス
- Satsugai Enka Vinyl  - 殺害塩化ビニール -  日本
- Savoy Records - サヴォイ・レコード -  アメリカ合衆国
- Scape Rec, Tokyo - スケープレック東京 -  日本
- Scarlet Records - スカーレット・レコード -  イタリア
- Scitron Digital Contents - サイトロン・デジタルコンテンツ -  日本
- Scitron label - サイトロン・レーベル -  日本
- Season of Mist - シーズン・オブ・ミスト -  フランス
- Secretly Canadian - シークレットリー・カナディアン -  アメリカ合衆国
- See for Miles Records - シー・フォー・マイルズ・レコード -  イギリス
- Seeds Records - Seeds Record（シーズ・レコード） -  日本 -  京都府
- Senko label - 閃光レーベル -  日本
- SFC - SFC音楽出版 -  日本
- Shanachie Records - シャナキー・レコード -  アメリカ合衆国
- Sheer Music Entertainment, Inc. - シアーミュージックエンタテインメント -  日本
- Shelter Records - シェルター・レコード -  アメリカ合衆国
- Shimmy Disc - シミー・ディスク -  アメリカ合衆国
- Shop Magnifica - ショップ・マニフィカ -  日本 - テレビ通販
- Shrapnel Records - シュラプネル・レコーズ -  アメリカ合衆国
- SideOneDummy Records - サイドワンダミー・レコード -  アメリカ合衆国 -  カリフォルニア州
- Signature Records - シグネチャー・レコード -  アメリカ合衆国 -  ニューヨーク州
- Silence Records - サイレンス・レコード -  スウェーデン
- Silvertone Records (1905) - シルバートーン (シアーズ・ローバックのレコードレーベル) -  アメリカ合衆国
- Silvertone Records (1980) - シルバートーン (ゾンバ・ミュージック・グループのレコードレーベル) -  イギリス
- Sire Records - サイアー・レコード -  アメリカ合衆国
- Sistus Records - SISTUS RECORDS（シスタス レコーズ） -  日本
- S.K.MUSIC - S.K.MUSIC -  日本
- Slumberland Records - スランバーランド・レコード -  アメリカ合衆国
- S.M. Entertainment - SMエンタテインメント -  韓国 - SM 엔터테인먼트
- SME Records - エスエムイーレコーズ-  日本：ソニー・ミュージックレーベルズ傘下
- Sniper Sound - Sniper Sound（スナイパーサウンド） -  韓国 - 스나이퍼 사운드
- Solid Records - ソリッドレコード -  日本
- Soma Quality Recordings, Soma Records - ソマ・レコーディングス -  イギリス -  スコットランド
- Sonic Groove - SONIC GROOVE -  日本
- Sonic Youth Recordings - ソニック・ユース・レコーディング -  アメリカ合衆国
- Sony Classical Records - ソニー・クラシカル -  アメリカ合衆国
- Sony Music Associated Records Inc. - ソニー・ミュージックアソシエイテッドレコーズ -  日本：ソニー・ミュージックレーベルズ傘下
- Sony Music Direct (Japan) Inc. - ソニー・ミュージックダイレクト -  日本
- Sony Music Entertainment Germany GmbH - ソニー・ミュージックエンタテインメント・ジャーマニー -  ドイツ
- Sony Music Entertainment Inc. - ソニー・ミュージックエンタテインメント (米国) -  アメリカ合衆国
- Sony Music Entertainment Japan - ソニー・ミュージックエンタテインメント (日本) -  日本
- Sony Music Labels Inc. - ソニー・ミュージックレーベルズ -  日本
- Sony Music Records Inc. - ソニー・ミュージックレコーズ -  日本：ソニー・ミュージックレーベルズ傘下
- So So Def Recordings - ソー・ソー・デフ・レコーディングス -  アメリカ合衆国
- Sound Hollic - サウンドホリック -  日本
- Sound Technology Records - サンテックレコード -  日本
- Spalax - スパラックス -  フランス
- Specialty Records - スペシャルティ・レコード -  アメリカ合衆国 -  カリフォルニア州
- Speedstar Records - SPEEDSTAR RECORDS（スピードスターレコーズ） -  日本
- Spinefarm Records - スパインファーム・レコード -  フィンランド
- Spinning - スピニング -  日本
- SPIRITUAL-BEAST - スピリチュアル・ビースト -  日本
- Spoon Records - スプーン・レコード -  ドイツ
- SPV GmbH - SPV GmbH -  ドイツ
- SME Records Inc. - エスエムイーレコーズ -  日本
- SSE Communications - SSE COMMUNICATIONS -  日本
- Starchild - スターチャイルド -  日本
- StarJ & Snazz Entertainment Group Limited - スターJ&スナッズ・エンターテインメント・グループ -  香港 - Starj & Snazz娛樂
- Stax Records - スタックス・レコード -  アメリカ合衆国 -  テネシー州
- SteepleChase Records - スティープルチェイス・レコード -  デンマーク
- Sterling Records (US) - スターリング・レコード (アメリカ合衆国) -  アメリカ合衆国
- Sterling Records (Sweden) - スターリング・レコード (スウェーデン) -  スウェーデン
- Stony Plain Records -ストーニー・プレイン・レコード -  カナダ
- Storm Labels- ストームレーベル -  日本
- Storyville Records - ストーリーヴィル・レコード -  デンマーク
- Straight Records - ストレイト・レコード -  アメリカ合衆国
- Stretch Records - ストレッチ・レコード -  アメリカ合衆国
- Studio One (record label) - スタジオ・ワン (ジャマイカ) -  ジャマイカ
- Sublime Records - サブライムレコーズ -  日本
- Sub Pop - サブ・ポップ -  アメリカ合衆国 -  ワシントン州
- Suburban Noize Records - サバーバン・ノイズ・レコード -  アメリカ合衆国 -  カリフォルニア州
- Sugarfrost Records - Sugarfrost Records -  イギリス
- Sugi Label - SUGIレーベル -  日本
- Sumerian Records - スメリアン・レコード -  アメリカ合衆国
- Sun Records - サン・レコード -  アメリカ合衆国 -  テネシー州
- Sundazed Music - サンデイズド・ミュージック -  アメリカ合衆国 -  ニューヨーク州
- Sunny Music - サニー・ミュージック -  ブルガリア - Съни Мюзик
- Sunnyside Records - サニーサイド・レコード -  アメリカ合衆国
- Superior Quality Recordings - スペリアー・クォリティ・レコーディング -  イギリス
- Sutra Records - スートラ・レコード -  アメリカ合衆国
- Suzy (record label) - スージー (レコード会社) -  クロアチア - Suzy produkcija gramofonskih ploča
- Swan Song Records - スワンソング・レコード -  イギリス

### T
- Taihei Records - タイヘイレコード -  日本
- Talkin' Loud - トーキング・ラウド -  イギリス
- Tappan Zee Records - タッパンジー・レコード -  アメリカ合衆国
- Taste Media - テイスト・メディア -  イギリス
- Taurus Records inc. - トーラスレコード -  日本
- TDK Core - ティーディーケーコア -  日本
- tearbridge production - tearbridge production（ティアブリッジ プロダクション） -  日本
- Teichiku Records - テイチクエンタテインメント -  日本
- Telarc International Corporation - テラーク・インターナショナル・コーポレーション -  アメリカ合衆国
- The End Records - ジ・エンド・レコード -  アメリカ合衆国
- The Inc. Records - ザ・インク・レコーズ -  アメリカ合衆国
- Three Blind Mice - スリー・ブラインド・マイス -  日本
- Threshold Records - スレッショルド・レコード -  イギリス
- Thrill Jockey - スリル・ジョッキー・レコーズ -  アメリカ合衆国
- Time Over Records - Time Over Records（タイム・オーヴァー・レコード） -  日本 -  北海道
- Timely Records - タイムリーレコード -  日本
- Tinkerbell Sound Lable - TINKERBELL SOUND LABEL（ティンカーベルサウンドレーベル） -  日本
- TKCOM - TKCOM（ティーケーシーオーエム） -  日本
- TK Tracks - TK TRACKS -  日本
- TNX - TNX -  日本
- Tofu Records - 東風レコード -  日本  アメリカ合衆国
- Tokuma Japan Communications - 徳間ジャパンコミュニケーションズ -  日本
- Tokyo Monochrome Factory Records - Tokyo Monochrome Factory Recordsトウキョウ・モノクローム・ファクトリー・レコーズ -  日本
- Tomato Records - トマト・レコード -  アメリカ合衆国
- Tooth & Nail Records - トゥース・アンド・ネイル・レコード -  アメリカ合衆国
- Torema Records - とれまレコード -  日本
- Toy's Factory - トイズファクトリー -  日本
- Transmat - トランスマット -  アメリカ合衆国
- Tradition Records - トラディション・レコード -  アメリカ合衆国
- Transonic Records - TRANSONIC RECORDS -  日本
- Trans Records - TRANS RECORDS（トランスレコード） -  日本
- Trattoria Records - トラットリア (レコードレーベル) -  日本
- Traum Schallplatten - トラウム・シャルプラッテン -  ドイツ
- Treasure Isle - トレジャー・アイル -  ジャマイカ
- Tresor - トレゾア -  ドイツ
- Trio Records - トリオレコード -  日本
- Triple vision - Triple vision（トリプルヴィジョン・エンタテインメント） -  日本
- Trooper Entertainment - トゥルーパー・エンタテインメント -  日本
- TRUE KiSS DiSC - TRUE KiSS DiSC（トゥルー・キス・ディスク） -  日本 - ソニー・ミュージックエンタテインメント傘下
- Trumpet Records - トランペット・レコード -  アメリカ合衆国 -  ミシシッピ州
- True Panther Sounds - トゥルー・パンサー・サウンズ -  アメリカ合衆国
- T-Toc Records - ティートックレコーズ -  日本
- Tuff Gong - タフ・ゴング -  ジャマイカ
- T.Y.Entertainment Inc. - ティー ワイ エンタテインメント -  日本
- Type Records - タイプ・レコーズ -  イギリス
- Tzadik Records - ツァディク -  アメリカ合衆国

### U
- U-CAN - ユーキャン -  日本
- U-Cover - ユー・カヴァー -  ベルギー
- UK.Project - UKプロジェクト -  日本
- Ultra-Vybe, inc. - ウルトラ・ヴァイヴ -  日本
- Under Flower Records - UNDER FLOWER RECORDS -  日本
- Under Horse Records - UNDER HORSE RECORDS -  日本 -  宮城県
- Unicorn Digital - ユニコーン・デジタル -  カナダ
- Union Music Japan Co., Ltd. - ユニオンミュージックジャパン -  日本
- United Artists Records - ユナイテッド・アーティスツ・レコード -  アメリカ合衆国
- Universal Music Group - ユニバーサル ミュージック グループ -  アメリカ合衆国
- Universal Music LLC - ユニバーサルミュージック (日本) -  日本
- Universal Motown Records - ユニバーサル・モータウン・レコード -  アメリカ合衆国
- Universal Records - ユニバーサル・レコード -  アメリカ合衆国
- Universal Records (Philippines) - ユニバーサル・レコード (フィリピン) -  フィリピン
- Up-Front Works - アップフロントワークス -  日本
- URC Records - アングラ・レコード・クラブ -  日本
- u-zra8 (Uzurappa) - うずらっぱ -  日本 - 朗読CD専門

### V
- V2 Records - V2レコード -  イギリス
- Vamprose - ヴァンプローズ -  日本
- Vanguard Records - ヴァンガード・レコード -  アメリカ合衆国
- VAP (company) - バップ -  日本
- V.A.S.P. Inc. - バスプ -  日本
- Varèse Sarabande - ヴァレーズ・サラバンド・レコーズ -  アメリカ合衆国
- Vee-Jay Records - ヴィージェイ・レコード -  アメリカ合衆国
- Velvet Tone Records - ベルベット・トーン・レコード -  アメリカ合衆国
- venus-B - venus-B（ビーナスビー） -  日本
- Vermillion Records - VERMILLION RECORDS（バーミリオン・レコーズ） -  日本
- Vertigo Records - ヴァーティゴ -  イギリス
- Verve Forecast Records - ヴァーヴ・フォアキャスト・レコード -  アメリカ合衆国
- Verve Records - ヴァーヴ・レコード -  アメリカ合衆国
- Victor Entertainment - ビクターエンタテインメント -  日本
- Victor Taishita - ビクタータイシタ -  日本 - サザンオールスターズとそのメンバーのみの専門レーベル
- Victory Records - ビクトリー・レコード -  アメリカ合衆国 -  イリノイ州
- VideoArts Music - ビデオアーツ・ミュージック -  日本
- Village Music Inc. - ヴィレッジミュージック -  日本
- Virgin Music (Japan) - Virgin Music -  日本
- Virgin Records - ヴァージン・レコード -  イギリス
- Vivid Sound - VIVID SOUND（ヴィヴィド・サウンド・コーポレーション） -  日本
- Vocalion Records - ヴォカリオン・レコード -  アメリカ合衆国
- Voiceprint Records - ヴォイスプリント・レコード -  イギリス
- Voices Music & Entertainment - ヴォイシズ・ミュージック・アンド・エンターテイメント -  ノルウェー

### W
- Ward Records - ワードレコーズ -  日本
- Warner Bros. Records - ワーナー・ブラザース・レコード -  アメリカ合衆国
- Warner Music Group - ワーナー・ミュージック・グループ -  アメリカ合衆国
- Warner Music Japan Inc - ワーナーミュージック・ジャパン -  日本
- Warp (record label) - ワープ・レコーズ -  イギリス
- Wave Master - ウェーブマスター -  日本
- Wazaogi - ワザオギ -  日本 - 落語専門
- WebKoo - ウェブクウ -  日本
- WERGO - ヴェルゴ -  ドイツ
- Wichita Recordings - ウィチタ・レコーディングス -  イギリス
- Wiiija - ウィージャ -  イギリス
- Willowtip Records - ウィローティプ・レコード -  アメリカ合衆国
- Windham Hill Records - ウィンダム・ヒル・レコード -  アメリカ合衆国
- Wind-up Records - ワインド-アップ・レコーズ -  アメリカ合衆国
- Woof - ウーフ -  イギリス
- WormHoleDeath - ワームホールデス -  イタリア
- Wounded Bird Records - ウーンデッド・バード・レコード -  アメリカ合衆国
- Wrong Again Records - ロング・アゲイン・レコード -  スウェーデン

### X
- XL Recordings - XLレコーディングス -  イギリス

### Y
- Yamaha Music Communications Co., Ltd. - ヤマハミュージックコミュニケーションズ -  日本
- Yellow Tune Tracks - YELLOW TUNE TRACKS（イエロー・チューン・トラックス） -  日本
- YG Entertainment - YGエンターテインメント -  韓国 - YG 엔터테인먼트
- Yoshimoto R and C Co., Ltd. - よしもとアール・アンド・シー -  日本
- You, Be Cool! - You, Be Cool!（ユー・ビー・クール!） -  日本：キングレコード傘下
- Youmex Co. - ユーメックス -  日本
- Young Records - YOUNG RECORDS（ヤングレコーズ、ヤングレコード） -  日本
- Young Money Entertainment - ヤング・マネー・エンターテインメント -  アメリカ合衆国 -  ルイジアナ州
- Yume Records - 夢レコード -  日本
- Yupiteru - ユピテル (企業) -  日本

### Z
- Založba kaset in plošč RTV Ljubljana - ZKP RTLJ -  ユーゴスラビア
- Zain Records - ZAIN RECORDS -  日本
- Zankyo Records - 残響レコード -  日本
- zenext Records - Zenext Records（ゼネクスレコーズ） -  日本
- Zero Corporation - ゼロ・コーポレーション -  日本
- Zomba Group of Companies - ゾンバ・ミュージック・グループ -  イギリス
- Zomba Records (Japan) - ゾンバレコード -  日本
- ZO-San Record - ZO-San Record -  日本
- ZTT Records - ZTTレコーズ -  イギリス
- Zuntata Records - ZUNTATA（ズンタタ） -  日本

## アルファベット以外

### 0-9
- 12k - 12k -  アメリカ合衆国
- 12 Tónar - 12トナー -  アイスランド
- 143 Records - 143 レコード -  アメリカ合衆国
- 19-t - 19頭身 -  日本
- 2 Tone Records - 2TONE -  イギリス
- 247Music - に・よん・なな・みゅーじっく -  日本
- 4AD - 4AD -  イギリス